# CIÉ Bus Depot
Am CIE Bus Depot, 37–95 Ringsend Road, befinden sich noch vier denkmalgeschützte Tore  aus Granit (RPS 7380), die zu den Piers führten.  An den Piers legten Schiffe an, vermutlich wurden dort Frachten, insbesondere Kohle, verladen.
In dem  Bericht „The Dublin Docklands: Architectural Survey Part3“ wird das Erbauungsjahr zwischen 1880 und 1910 geschätzt.